# William Shakespeare - teoria conspirației
Există mai multe teorii conspirative privind existența lui William Shakespeare și mai ales în ceea ce privește adevăratul autor al presupuselor lucrări atribuite lui Shakespeare.
Diverși autori ai teoriilor conspirative speculează că Shakespeare din Stratford era doar un paravan pentru a proteja identitatea autorului sau autorilor reali, care din anumite motive nu au dorit sau nu au putut accepta aprecierea publicului.
Primele teorii au apărut la mijlocul secolului al 19-lea, când adulația lui Shakespeare ca cel mai mare scriitor al tuturor timpurilor a devenit larg răspândită. Biografia lui Shakespeare, în special originile sale umile și viața sa obscură, părea incompatibilă cu poetica sa eminență și reputația sa de geniu, trezind suspiciunea că Shakespeare s-ar putea să nu fi scris lucrările atribuite lui. Au fost propuși mai mult de 80 de candidați, cei mai populari fiind Sir Francis Bacon; Edward de Vere, al 17-lea Conte de Oxford; Christopher Marlowe și William Stanley, al 6-lea Conte de Derby.